# И-14
И-14 (АНТ-31) истребитель четырнадцатый — советский цельнометаллический истребитель,
созданный конструкторской бригадой Павла Осиповича Сухого в Конструкторском отделе Сектора опытного самолётостроения (КОСОС) под общим руководством А. Н. Туполева.

## Реформирование Центрального конструкторского бюро ЦАГИ
В мае 1932 года Центральное конструкторское бюро ЦАГИ преобразовали в Сектор опытного строительства (СОС) ЦАГИ. В Сектор входили Конструкторский отдел, Отдел внедрения в серию, Отдел эксплуатации и лётных испытаний, Завод опытных конструкций.
Проектирование новых самолётов осуществлял Конструкторский отдел Сектора опытного строительства или КОСОС. КОСОС возглавил А. Н. Туполев.
Руководителем Бригады № 3 «Лёгкие самолёты» в КОСОС был назначен Павел Осипович Сухой, его заместителем — Николай Николаевич Поликарпов.

## Истребитель И-14 а — опытный
Николай Николаевич Поликарпов был опытным авиаконструктором «старой» дореволюционной школы.
24 октября 1929 года Николай Поликарпов был арестован ОГПУ по обвинению в «участии в контрреволюционной вредительской организации» и без суда приговорён к смертной казни. Исполнение приговора — «расстрел» — было отсрочено «за нецелесообразностью»; в СССР не хватало квалифицированных кадров авиаконструкторов.
«Зэк» Николай Поликарпов «под расстрельной статьёй» проектирует самолёты в «шарашке» — Особом конструкторское бюро (ЦКБ-39 ОГПУ) на территории Бутырской тюрьмы в Москве. Затем ЦКБ «для удобства» опытных работ переводят на Московский авиазавод № 39 имени В. Р. Менжинского. Здесь в 1930 году Н. Н. Поликарпов и Д. П. Григорович совместно разработали истребитель-биплан И-5, который пошёл в серийное производство и поступил на вооружение лётных частей Военно-воздушных сил РККА.
18 марта 1931 году Коллегия ОГПУ отменила «расстрельный» приговор в отношении Поликарпова, заменив его десятью годами лагерей. Однако после удачных демонстрационных полётов манёвренного лёгкого истребителя-биплана И-5, который блестяще пилотировали советские асы Валерий Чкалов и Александр Анисимов в присутствии Иосифа Сталина, Клима Ворошилова и Серго Орджоникидзе, 28 июня 1931 года было решено считать приговор в отношении Поликарпова условным. Учитывая «мнение товарища Сталина», 7 июля Президиум ЦИК СССР принял решение об амнистии группы лиц, в том числе и Николая Поликарпова.
Ещё в феврале 1931 года, до выхода «на свободу», Н. Н. Поликарпов был назначен начальником конструкторской бригады № 3 ЦКБ-39 ОГПУ. После освобождения Н. Н. Поликарпов остался работать на прежней должности.
27 августа 1931 года ЦКБ-39 было введено в состав ЦАГИ, начальником которого был назначен Н. Е. Пауфлер.
В ноябре 1931 года, после конфликта с главным инженером ЦАГИ А. Н. Туполевым, Поликарпов был смещён с должности начальника бригады № 3 и переведён из ЦКБ в ЦАГИ рядовым инженером, а на его должность был назначен Г. И. Бертош.
В конце ноября 1931 года начальником ЦКБ и одновременно заместителем начальника ЦАГИ стал С. В. Ильюшин.
4 мая 1932 года при слиянии бригад № 3 (Г. И. Бертош) и № 4 (П. О. Сухой) в одну — бригаду № 3 (начальник П. О. Сухой) по предложению С. В. Ильюшина Н. Н. Поликарпов и Г. И. Бертош приказом начальника ЦАГИ Н. М. Харламова были назначены заместителями П. О. Сухого.
Объединённая бригада № 3 должна была к середине 1933 года выпустить на испытания истребитель-моноплан И-14 (АНТ-31) с двигателем воздушного охлаждения М-38 и истребитель-полутороплан истребитель тринадцатый И-13 с двигателем жидкостного охлаждения М-32.
П. О. Сухой в этот период сосредоточил свои усилия на разработке пушечного истребителя-моноплана И-14 (АНТ-31) с убирающимся шасси и максимальной скоростью до 380 км/час, а Г. И. Бертош — на разработке И-13 на базе туполевского истребителя И-8.
Поликарпов в этих работах не участвовал.
В июле 1932 года Н. Н. Поликарпов получил от С. В. Ильюшина задание разработать истребитель-полутороплан И-14а с двигателем воздушного охлаждения. Самолёт проектировался на основе истребителя И-13 Поликарпова, который разрабатывался им до снятия с начальника бригады, и планировался как высокоманёвренный истребитель, который должен был, по замыслу, тактически дополнять И-14 (АНТ-31). Кроме того, в случае задержки в разработке И-14 в связи со сложностью работ, обусловленной наличием значительного количества конструкторских и технологических новшеств в проекте П. О. Сухого, И-14а мог служить определённой страховкой получения нового истребителя. Параллельно с И-14а Поликарпов в инициативном порядке делает первые наброски своего варианта скоростного истребителя моноплана, планируя сделать значительный скачок в скорости, достигнув рубежа 400 км/ч.
П. О. Сухой предоставил Н. Н. Поликарпову полную возможность заниматься своими разработками, а Н. Н. Поликарпов никак не вмешивался в разработки П. О. Сухого.
В декабре 1932 года проект И-14а был переименован в И-15, а конструкторский коллектив Поликарпова был развёрнут в бригаду № 5 ЦКБ ЦАГИ.
13 февраля 1933 года начальником Главного управления авиационной промышленности П. И. Барановым был подписан приказ о формировании на заводе № 39 им. Менжинского нового ЦКБ, организационно не зависимого от ЦАГИ. Официально оно именовалось ЦКБ опытного самолётостроения лёгких самолётов и войсковых серий. Начальником нового ЦКБ и заместителем директора завода № 39 по конструкторской части был назначен С. В. Ильюшин. Бригада № 5 Н. Н. Поликарпова перешла в новое ЦКБ в полном составе и стала бригадой № 2 ЦКБ-39 (по истребителям). Там Н. Н. Поликарповым создаётся лёгкий скоростной моноплан «истребитель шестнадцатый» И-16 (ЦКБ-12), ставший главным конкурентом истребителя И-14 Павла Сухого.

## Истребитель И-14 — опытный
В 1932 году Конструкторской бригаде № 3 Павла Сухого дают задание на разработку скоростного одноместного пушечного истребителя цельнометаллической конструкции с увеличенным арсеналом вооружения.. Проектирование опытного И-14 под руководством П. О. Сухого велось в 1933-12 в КОСОС под наблюдением и при консультировании А. Н. Туполева.
Тактико-технические требования к новому истребителю были следующие: максимальная скорость на высоте 5000 м - 375-400 км/ч, скороподъёмность на высоту 5000 м - 7-8 мин, дальность полёта - 250 км, потолок  -  9000-10000 м, разбег при взлёте - 40 м, пробег при посадке - 80 м, полезная нагрузка - 248 кг,  вооружение - две пушки.
На этапе разработки Проектного задания Павел Сухой предложил для нового истребителя следующие технические новшества: убирающееся в полёте шасси для уменьшения сопротивления воздуха и увеличения скорости машины; масляную пневматическую амортизацию шасси; тормозную систему колёс; цельнозакрытый фонарь кабины лётчика; гладкую обшивку фюзеляжа взамен гофрированной для уменьшения поверхности трения воздуха в полёте. Предполагалось планер самолёта целиком выполнить из стального каркаса с алюминиевой обшивкой фюзеляжа и крыльев. Впервые в советском самолётостроении предполагалось клёпку листов обшивки планера выполнить впотай с подштамповкой. Начальник КОСОС Андрей Туполев проектное задание утвердил и разрешил проектирование и постройку опытного образца.
В проектировании и постройке истребителя принимали участие конструкторы Г. И. Бертош, М. И. Зуев, Н. П. Поленов. Прототип строился в Москве на Заводе опытных конструкций под наблюдением директора завода А. А. Осипова. Продувки планера проходили в ЦАГИ при участии начальника института Н. М. Харламова.
Первый опытный самолёт с высотным двигателем «Бристоль-Меркур» VS в 500 л. с. был построен в мае 1933 года под индексом «истребитель четырнадцатый» И-14. Другое, параллельное название машины «Андрей Николаевич Туполев тридцать первый» АНТ-31.
АНТ-31 стал первым в СССР и вторым в мире серийным истребителем с убирающимся шасси, после американского самолета Lockheed YP-24.

## Испытания прототипов
Первый полёт прототипа И-14 состоялся 27 мая 1933 года на Центральном аэродроме в Москве. В воздух самолёт поднял лётчик Венедикт Бухгольц. За первым полётом наблюдали главный конструктор П. О. Сухой и конструкторы его бригады Г. И. Бертош, М. И. Зуев, Н. П. Поленов, а также начальник КОСОС А. Н. Туполев, начальник ЦАГИ Н. М. Харламов, директор Завода опытных конструкций А. А. Осипов. Испытания прошли весьма успешно. По предложению А. Н. Туполева успех отметили торжественным обедом в ресторане «Националь».
8 июня самолёт был сдан ОЭЛИД, а 17 июля — возвращён в ЦАГИ для доработок, которые продолжались до 30 сентября. Затем, до 25 октября вновь проводились испытания в ОЭЛИД. С 25 октября по 14 ноября самолёт снова доводился в ЦАГИ и был сдан в ОЭЛИД 16 ноября.
Испытания доработанного образца проводились зимой 1933 года на лыжах, которые не убирались.
Самолёт проходил испытания в двух вариантах вооружения. Первый, с вооружением: 7,62 мм пулемёт ПВ-1 и две авиационные пушки Курчевского АПК-37 под крылом. Второй, с вооружением: две пушки ШВАК и два 7,62 мм пулемёта ПВ-1, четыре бомбодержателя «держатель первый» Д-1.
Опытный самолёт имел переходную структуру обшивки: фюзеляж и киль были гладкие, а крыло и оперение кроме киля — алюминиевые гофрированные.
В марте-октябре 1934 испытывался второй прототип: вариант самолёта с двигателем Райт Циклон-F2 мощностью 640 л. с., вооружённый одним пулемётом ПВ-1 и двумя пушками АПК-37. Государственные испытания этой модификации истребителя проводил лётчик-испытатель Александр Филин.
Испытанный успешно прототип стал основой для самолёта, запущенного в Малую серию на новом авиационном заводе и поступившем на вооружение Красного воздушного флота.

## И-14 бис — серийный
В серии решили сделать всю обшивку гладкой, шасси стало крепиться под бортами фюзеляжа и убираться в крыло путём поворота в сторону консолей.
Первоначально самолёт имел закрытый, откидывающийся назад, фонарь кабины. Неожиданно, по категорическому требованию лётчиков фонарь был упразднён, — пилоты опасались заклинивания фонаря кабины и невозможности выброситься из самолёта с парашютом. Кабина стала открытой, обтекание воздухом в полёте ухудшилось, скорость серийного самолёта снизилась.
В серии применялся лицензионный двигатель воздушного охлаждения M-25, вооружение: две 45 мм пушки АПК-11 и два пулемёта ШКАС.
Лётные данные машины И-14 в год выпуска были очень хорошими, но самолёт был несколько сложен в пилотировании для строевых лётчиков. В производстве качество исполнения заводских машин традиционно было ниже расчётного и тактико-технические характеристики боевой машины ухудшились.
С появлением истребителя И-16 Конструкторского бюро Н. Н. Поликарпова, имевшего тот же двигатель, но показавшего более высокие лётные характеристики, от дальнейшего производства самолёта И-14 Конструкторской бригады П. О. Сухого решено было отказаться.
Всего на заводе в малой серии строилось 55 самолётов-истребителей Павла Сухого. Из них на вооружение строевых частей ВВС в 1936—1937 годах сдано лишь восемнадцать истребителей И-14 бис (АНТ-31). Остальные не были закончены.
Причинами прекращения производства истребителя П. О. Сухого были: нехватка и высокая стоимость производимого в СССР алюминия, технологическая сложность и дороговизна нового цельнометаллического истребителя; сходные с истребителем И-16 Конструкторского бюро Н. Н. Поликарпова тактико-технические характеристики.
Истребитель Николая Поликарпова И-16 смешанной дерево-металлической конструкции, включая использование недорогих деревянных деталей и полотна, был дешевле и технологичнее в постройке при примерно одинаковых лётных данных в сравнении с истребителем Павла Сухого И-14.
Определённую роль сыграло и то, что машины, созданные ранее Николаем Поликарповым были широко известны и любимы в войсках., а имя молодого авиаконструктора Сухого — малоизвестно. Военные и производственники отдали предпочтение истребителю Поликарпова, который был запущен в большую серию, имел несколько модификаций, выпускался семь лет и принял участие в боях в Гражданской войне в Испании в 1936—1939 годах, в военных конфликтах на Дальнем Востоке в районе озера Хасан в 1938 году и реки Халхин-Гол в 1939 году, Китае, на Восточном советско-германском фронте в 1941—1943 годах..
Парадокс состязания «конструкторских школ» Сухого и Поликарпова состоял в том, что цельнометаллический истребитель И-14 опередил своё время. Если Николай Поликарпов совершенствовал свои самолёты «эволюционным» путём, то фирменным почерком Павла Сухого стали конструкции, где весьма часто применялись «революционные» технические инновации. В определённой мере это обусловливалось тем, что в соответствии с решением коллегии Главного экономического управления ВСНХ от 3 февраля 1925 года опытное строительство металлических самолётов было сосредоточено в ЦАГИ НТО ВСНХ, то есть в конструкторском бюро А. Н. Туполева. Другие же конструктора, в том числе и Поликарпов, не имели права этим заниматься в течение достаточно долгого времени и вынуждены были сосредоточиться на разработке деревянных и смешанных конструкций.
Конструкция истребителя И-14 имела широкие возможности дальнейшей модернизации — замены двигателя и бортового вооружения; самолёт обладал высокой живучестью в бою и имел конкурентные качества в сравнении с цельнометаллическими же истребителями Люфтваффе Третьего Германского рейха. Это на практике показали бои самолётов цельнометаллической конструкции Италии, Германии и СССР в Гражданской войне в Испании, но было уже поздно.
В 1933 году Центральный аэрогидродинамический институт отметил своё пятнадцатилетие. За успешное создание серийных боевых самолётов-истребителей И-4 и И-14 Павлу Сухому был вручён орден Красной Звезды.

## Конструкция
Фюзеляж представлял собой монокок четырёхлонжеронной конструкции, выполненный заодно с центропланом, два лонжерона которого проходили сквозь нижнюю часть фюзеляжа. Лонжероны (продольный силовой набор) и шпангоуты (поперечный силовой набор) - гнутые кольчугалюминиевые профиля. Центральная часть каркаса фюзеляжа с центропланом имела жёсткую форму и соединяла через лонжерон центральную и хвостовую части фюзеляжа. На первом шпангоуте к верхним лонжеронам были прикреплены узлы крепления моторамы. В центральной части фюзеляжа располагалась кабина лётчика.  Перед кабиной лётчика в фюзеляже располагались бензиновый и масляный баки. В носовой части перед баками на мотораме устанавливался двигатель. Весь фюзеляж зашивался гладким листовым дюралем толщиной 0,5 мм. Стенки лонжеронов центроплана и крыла, как и расчалки нервюр, были изготовлены из дюралевых труб, прикреплённых к полкам лонжеронов из хромомолибденовых труб. Трубы хромомолибденновые, с термической обработкой, последняя конусная труба была изготовлена из кольчугалюминия.  Свободнонесущее крыло состояло из центроплана и двух отъёмных консолей. Каркас крыла состоял из двух лонжеронов, шести основных и пяти дополнительных нервюр. Всё крыло с профилем АНТ-6 имело гладкую обшивку толщиной 0,5 мм. Применялась потайная клёпка. 
Механизация крыла - Разрезные элероны с внутренней компенсацией, на самолёте использовались посадочные щитки.
Вертикальное оперение. Киль крепится к фюзеляжу двумя узлами. Каркас киля два лонжерона и три нервюры, обшивка гладкая. Каркас руля направления один лонжерон и три нервюры, обшивка гофрированная.
Горизонтальное оперение. Каркас стабилизатора состоял из двух склёпанных из профилей лонжеронов и штампованных нервюр. Стабилизатор расчаливался  двумя раскачками сверху и четырьмя снизу. Каркас руля высоты состоял из одного лонжерона и нервюр. Обшивка гофр толщиной 0,5 мм. Все рули без компенсации.
Угол установки стабилизатор мог изменяться только на земле. В полёте для балансировки самолёта вместо стабилизатора использовались щитки, расположенные на крыле. Щитки также уменьшали посадочную скорость и увеличивали крутизну траектории при планировании.
Шасси убирались в полёте в ниши расположенные на центроплане и закрывались створками. Главные стойки шасси снабдили дисковыми тормозными колёсами; амортизация была масляно-пневматическая, уборка и выпуск производились вручную — с помощью штурвала, через тросовую проводку. Костыль — с тросовым управлением.
Истребитель был укомплектован самым современным, для того времени, оборудованием - оптический прицел, рация, высотомер, указатель скорости, указатель скольжения, продольный уклономер, часы, компас,  и т.д.

## Технические характеристики
- Экипаж: 1 человек
- Максимальная скорость: 449 км/ч
- Дальность полёта: 600 км
- Практический потолок: 9430 м
- Длина: 6,1 м.
- Размах крыла: 11,2 м
- Площадь крыла: 16,9 м²
- Масса пустого: 1170 кг
- Масса снаряжённого: 1540 кг
- Двигатели:
  - В серии поршневые двигатели воздушного охлаждения:
    - 1 × Райт Циклон-F2 мощностью 640 л. с.,
    - 1 × Райт Циклон-F3 мощностью 712 л. с.,
    - 1 × М-25 мощностью 750 л. с.
- Вооружение: 
  -     - 2 × 45-мм пушки АПК-11 
    - 2 × 7,62-мм пулемёта ШКАС

## Применение
Новая машина участвовала 1 мая 1934 года в параде ВВС РККА над Красной площадью в Москве. Звено, состоящее из истребителей И-15, И-14 и И-16, прошло на высоте 300 метров; затем каждый самолёт поодиночке пролетел на максимальной скорости на высоте 150 метров с последующей «горкой».

## Использовавшие страны
- СССР